# Zodarion petrobium
Zodarion petrobium är en spindelart som beskrevs av Peter Mikhailovitch Dunin och Zacharjan 1991. Zodarion petrobium ingår i släktet Zodarion och familjen Zodariidae. Inga underarter finns listade i Catalogue of Life.